# Cerace
Cerace is een geslacht van vlinders van de familie bladrollers (Tortricidae), uit de onderfamilie Tortricinae.

## Soorten
- C. anthera Diakonoff, 1950
- C. cyanopyga Diakonoff, 1950
- C. charidotis Razowski, 1992
- C. euchrysa Diakonoff, 1974
- C. ios Diakonoff, 1941
- C. lemee-pauli Lemée, 1950
- C. loxodes Meyrick, 1912
- C. malayana Diakonoff, 1970
- C. myriopa Meyrick, 1922
- C. onustana Walker, 1863
- C. sardias Meyrick, 1907
- C. semnologa Diakonoff, 1976
- C. stipatana Walker, 1863
- C. tetraonis Butler, 1886
- C. vietnamna Kawabe, 1993
- C. xanthocosma Diakonoff, 1950
- C. xanthothrix Diakonoff, 1950